# Kanton Mâcon-Centre
Kanton Mâcon-Centre (francouzsky Canton de Mâcon-Centre) je francouzský kanton v departementu Saône-et-Loire v regionu Burgundsko. Tvoří ho dvě obce.

## Obce kantonu
- Charnay-lès-Mâcon
- Mâcon (centrum města)